# Jeptha Bradley
Jeptha Bradley (* 31. Dezember 1802 in Fairfield; † 8. Juni 1864 in St. Albans, Vermont) war ein US-amerikanischer Anwalt und Politiker, der von 1860 bis 1864 State Auditor von Vermont war.

## Leben
Bradley wurde in Fairfield, Vermont geboren.  Er studierte Rechtswissenschaften und erhielt seine Zulassung zum Anwalt, danach arbeitete er als Anwalt im Franklin County und im Grand Isle County. Als Mitglied der Whig Party war er von 1835 bis 1839 Sheriff des Franklin Countys.
Bradley zog nach St. Albans und war in verschiedenen öffentlichen Ämtern tätig. Er war Friedensrichter und auch High Bailiff. Er wurde im Jahr 1845 zum Inspektor des United States Customs Service in der Station in Alburgh ernannt und im Jahr 1847 Bradley zum Postmeister in Highgate Springs.
Bradley war aktives Mitglied der Episkopalkirche der Vereinigten Staaten von Amerika und war als Delegierter in den Jahren 1822 und 1850 auf den jährlichen Versammlungen der Kirche.
Im Jahr 1844 erhielt Bradley ein Patent für einen verbesserten Luftwärmeofen.
Bradley war einer der Gründer der Horticultural Society for the Valley of Lake Champlain im Jahr 1850.
Im Jahr 1849 wurde Bradley zum Richter am Nachlassgericht gewählt. Dieses Amt hatte er bis 1850 inne. Im Nachlassgericht war er zusätzlich von 1850 bis 1852 und erneut im Jahr 1854 tätig.
Als in den 1850er Jahren die Republikanische Partei gegründet wurde, wurde Bradley Mitglied der Partei. Im Jahr 1860 wurde er zum State Auditor gewählt. Dieses Amt hatte er bis zu seinem Tode inne. Jeptha Bradley war mit Sarah Bradley (1804–1896) verheiratet. Das Paar hatte einen Sohn. Bradley starb am 8. Juni 1864 in St. Albans. Sein Grab befindet sich auf dem Greenwood Cemetery in St. Albans.